# Norimitsu Onishi
Norimitsu Onishi (大西 哲光, Ōnishi Norimitsu) est un journaliste nippo-canadien. Il est correspondant à Paris pour le New York Times, après avoir occupé le poste de chef de bureau à Johannesbourg, Jakarta, Tokyo et Abidjan

## Biographie
Norimitsu Onishi naît à Ichikawa, préfecture de Chiba, au Japon. Quand il a quatre ans, toute sa famille s'installe à Montréal, Québec, Canada, où il fréquente le collège Jean-de-Brébeuf. Il  fréquente l'Université de Princeton et y est rédacteur en chef du journal étudiant.
Il devient le chef de bureau pour le Times à Tokyo en août 2003. En 2008, il est muté à la tête du bureau Asie du Sud-Est à Jakarta ; Martin Fackler lui succède à la tête du bureau de Tokyo. En 2012, il fait partie d'une équipe de journalistes, comprenant également  Fackler et Hiroko Tabuchi, qui est nommée finaliste du prix Pulitzer de reportage international pour sa couverture d'enquête sur la catastrophe nucléaire de Fukushima Daiichi en mars 2011
En septembre et octobre 2014, il réalise un reportage sur l'épidémie de maladie à virus Ebola en Afrique de l'Ouest depuis le Libéria ,,
Depuis juillet 2019, il est correspondant à Paris.
Norimitsu Onishi reçoit le prix Gerald Loeb 2020 pour Breaking News pour "Crash in Ethiopia".

## Critique
Certains critiques, en particulier des conservateurs au Japon tels que Kohyu Nishimura  et Yoshihisa Komori, accusent Norimitsu Onishi d'avoir un point de vue de gauche et d'avoir un fort penchant "anti-Japon", ce qui, selon eux, contribue à donner une image vilipendée du Japon à l'étranger.
Un autre article, « Letter from Asia: Why Japan Seems Content to Be Run by One Party »  a suscité une déclaration d'objection officielle du ministère des Affaires étrangères du Japon pour être « un article incorrect ». Dans ce document, Norimitsu Onishi a qualifié la démocratie japonaise d '"illusion" et d'immaturité, comparant son gouvernement à celui de la Corée du Nord et de la Chine.
Son article du 17 décembre 2006, « Japan Rightists Fan Fury Over North Korea Abductions », a également été critiqué par Kyōko Nakayama, conseillère spéciale du Premier ministre japonais sur les enlèvements,. Thomas H. Snitch, un ancien professeur de l'American University a également suggéré que la couverture de Norimitsu Onishi sur les efforts du Japon pour traiter la question des enlèvements de citoyens japonais par la Corée du Nord est influencée par des préjugés politiques. Certains conservateurs japonais ont même affirmé sans preuve que Norimitsu Onishi était un citoyen japonais naturalisé d'origine coréenne,.